# Egnatius Victor Marinianus
Egnatius Victor Marinianus est un homme politique de l'Empire romain.

## Famille
Il est le fils de Lucius Egnatius Victor et frère de Lucius Egnatius Victor Lollianus et de Egnatia Mariniana.

## Carrière
Il est légat d'Arabie Pétrée et de Mésie supérieure.